# Una princesa de Mart
Una princesa de Mart (A Princess of Mars) és una novel·la científica i fantàstica de l'escriptor estatunidenc Edgar Rice Burroughs, la primera de la seva sèrie Barsoom. Es va publicar per primera vegada a la revista pulp All-Story Magazine de febrer a juliol de 1912. Plena d'espases i gestes agosarades, la novel·la es considera un exemple clàssic de ficció pulp del segle xx. També és un exemple pioner del gènere sword and planet, un subgènere de la fantasia científica que es va fer molt popular en les dècades posteriors a la seva publicació. Els seus primers capítols també contenen elements de western. La història està ambientada a Mart, imaginada com un planeta moribund amb un entorn desèrtic dur. Aquesta visió de Mart es basava en el treball de l'astrònom Percival Lowell, les idees del qual es van popularitzar àmpliament a finals del segle xix i principis del XX.
La sèrie Barsoom va inspirar diversos escriptors de ciència-ficció del segle xx coneguts, com Jack Vance, Ray Bradbury, Arthur C. Clarke, Robert A. Heinlein i John Norman. La sèrie també va ser una inspiració per a molts científics en els camps de l'exploració espacial i la recerca de vida extraterrestre, inclòs Carl Sagan, que va llegir Una princesa de Mart quan era un nen.

## Resum de la trama
John Carter, un veterà confederat de la Guerra Civil dels Estats Units, va a una prospecció a Arizona immediatament després del final de la guerra. Després d'haver tocat una rica veta d'or, s'enfronta amb els apatxes. Mentre intenta evadir la persecució amagant-se en una cova sagrada, és transportat misteriosament a Mart, anomenat "Barsoom" pels seus habitants. Carter descobreix que té una gran força i agilitat sobrehumana en aquest nou entorn com a resultat de la seva menor gravetat i menor pressió atmosfèrica. Aviat es troba amb una tribu nòmada de marcians verds, o Tharks, com es coneix als guerrers habitants del planeta, de sis extremitats i de pell verda. Gràcies a la seva força i destresa marcial, Carter assoleix una posició elevada a la tribu i es guanya el respecte i, finalment, l'amistat de Tars Tarkas, un dels caps Thark.
Posteriorment, els Tharks capturen a Dejah Thoris, princesa d'Heli, membre de la raça humanoide marciana vermella. Els marcians vermells habiten una xarxa fluixa de ciutats estat i controlen els canals del planeta desert, al llarg dels quals es concentra la seva agricultura. Carter rescata Dejah Thoris dels homes verds per intentar tornar-la a la seva gent.
Posteriorment, Carter es veu embolicat en els afers polítics dels marcians vermells i verds en els seus esforços per salvaguardar Dejah Thoris, i finalment liderant una horda de Tharks contra la ciutat estat de Zodanga, l'històric enemic d'Heli. Guanyant el cor de Dejah Thoris, es converteix en Príncep d'Heli, i els dos viuen feliços junts durant nou anys. No obstant això, l'avaria sobtada de la planta de l'atmosfera que manté el subministrament d'aire minvant del planeta posa en perill tota la vida a Barsoom. En un intent desesperat de salvar els habitants del planeta, Carter utilitza un codi telepàtic secret per entrar a la fàbrica, portant un enginyer que pot restaurar-ne la funcionalitat. Aleshores, Carter sucumbeix a l'asfíxia, només per despertar de nou a la Terra, i es pregunta què ha estat de Barsoom i la seva estimada.

## Personatges
- John Carter: un terrícola de Virgínia amb un antecedent misteriós, el capità John Carter va lluitar a la Guerra Civil Americana al bàndol confederat.[1] Al final de la guerra va a buscar or a Arizona. Després de diverses aventures, inclòs un atac dels apatxes, és transportat miraculosament a Mart. Durant els seus nou anys en aquest planeta, efectivament desapareix de la Terra i se'l dona per mort, però torna a emergir a Nova York el 1876, instal·lant-se en una casa amb vistes al riu Hudson. Aparentment, torna a morir el 1886, deixant instruccions per a un Burroughs fictici, que es refereix a Carter com el seu oncle Jack, per enterrar-lo en una cripta. També deixa Burroughs amb el manuscrit d'Una Princesa de Mart, amb instruccions de no publicar-lo durant 21 anys més.[2] John Carter afirma que no té memòria abans dels 30 anys i sempre ha aparegut igual, sense envellir. És expert en l'estratègia, equitació i totes les armes, incloent les armes de foc i les espases. Fa 6'2" d'alçada (1,88 m.), ben afaitat, amb els cabells negres ben tallats i els ulls gris acer.[1] És honorable, valent i eternament optimista, fins i tot davant d'una mort segura.[3] Dels Marcians Verds va rebre el nom de "Dotar Sojat", en honor als dos primers guerrers verds que va matar després del seu arribada a Barsoom. De vegades utilitza aquest nom com a àlies en llibres posteriors de la sèrie marciana.
- Dejah Thoris: una princesa marciana vermella d'Heli, és valenta, decidida i, sovint, en perill mortal o amenaçada de deshonra pels malvats designis d'una successió de vilans. És filla de Mors Kajak, Jed (cap) d'Heli Menor, i néta de Tardos Mors, Jeddak (senyor o gran rei) d'Heli. Com a tal, és altament aristocràtica i molt orgullosa de la seva herència.[4] Presentada a principis de la novel·la, immediatament es converteix en l'interès amorós de John Carter.[5] Com a personatge central de les tres primeres novel·les de Barsoom, la seva freqüent captura per part de diversos enemics, i la posterior persecució per part de John Carter, és un element motivador constant en les seves trames.
- Tars Tarkas: un ferotge guerrer marcià verd de la tribu Thark, és inusual entre la seva raça per la seva capacitat per experimentar emocions tendres com l'amistat i l'amor. El seu desenvolupament emocional prové d'una història d'amor prohibida en la seva joventut, quan va començar en secret una associació amb una dona marciana verda anomenada Gozava. Es fa amic de John Carter i més tard lluita al seu costat. Carter l'ajuda a convertir-se en Jeddak de Thark i negocia una aliança entre els Marcians Verds i la ciutat-estat d'Helium, que resulta en la destrucció de l'enemic d'Helium, Zodanga.[2] Tars Tarkas mostra més d'una vegada un sentit de l'humor irònic; es burla de la percepció que John Carter té d'ell mateix com "un guerrer verd cruel" mentre lluita al seu costat, i a The Gods of Mars comenta la decepció de les esperances de Barsoomian pel més enllà.
- Tal Hajus: Jeddak (rei) dels Tharks, que anys abans havia ordenat la mort de Gozava.
- Sola: Filla de Tars Tarkas i amiga de John Carter, li ensenya la llengua barsoomiana i la història de la seva raça, així com el secret de la seva pròpia filiació. Apareix a les seqüeles immediates d'Una Princesa de Mart, però no té cap paper en els llibres posteriors de la sèrie.
- Sarkoja: una dona marciana verda les intrigues de la qual van provocar la mort de Gozava i que planeja contra John Carter. Després que Carter li expliqui a Tars Tarkas el seu paper en la mort de Gozava, s'autoimposa l'exili i mai més se n'ha tornat a saber res més.
- Kantos Kan: un guerrer de Heli que s'escapa d'una presó de Warhoon amb John Carter. Al començament del segon llibre, Kantos Kan és el comandant en cap de la marina de Heli.

## Producció
Burroughs va començar a treballar en A Princess of Mars l'estiu de 1911 quan tenia 35 anys. Va escriure la major part de la primera meitat de la novel·la mentre treballava per al seu germà en una empresa de papereria, escrivint les paraules en blocs rascats produïts pel negoci. Feia temps que lluitava per consolidar-se com a empresari, fins llavors amb poc èxit, i amb una dona i dos fills per mantenir, es va dedicar a escriure amb una necessitat desesperada d'ingressos. Malgrat el fracàs en els seus negocis, havia acumulat una gran quantitat d'experiències inusuals treballant en una varietat de feines que l'havien posat en contacte amb miners, soldats, vaquers i nadius americans.
Mentre escrivia A Princess of Mars, Burroughs va iniciar el que aviat es va convertir en una eina d'escriptura habitual: mantenir fulls de treball relacionats amb la peça que estava completant. Els fulls incloïen dates d'inici i finalització de la redacció, títols dels capítols i personatges. L'11 d'agost de 1911 ja havia acabat una gran part de la novel·la. Era aprensiu de revelar en què estava treballant i només li va dir a la seva dona que ho estava fent. Encara esperava trobar l'èxit empresarial i pensava que la història era indicativa d'una naturalesa infantil, i tan estranya que els possibles contactes comercials el pensarien insensat si descobrien en què estava treballant. En aquell moment ja havia decidit adoptar el seu nom de "Normal Bean", un intent de suggerir que, malgrat la naturalesa increïble de la seva història, encara era un personatge sensat i fiable. Va lluitar per trobar un títol adequat per a la novel·la: My First Adventure of Mars, The Green Martians i Dejah Thoris, Martian Princess van ser els primers intents de resoldre aquest problema.
Abans d'acabar la novel·la, va considerar les opcions de publicació i es va adonar que sabia poc sobre aquest món o com enviar una història. Com que li agradava i coneixia la revista The All-Story, va enviar 43.000 paraules a l'editor sota el títol "Dejah Thoris, Martian Princess". La seva carta de presentació explicava que pensava que podria produir altres dues parts de longitud similar. L'editor en cap de la revista, Thomas Newell Metcalf, va escriure el 24 d'agost de 1911 per oferir algunes crítiques sobre el ritme i l'enfocament de la història, i va suggerir ometre el capítol "Sola Tells Me Her Story" (va ser restaurat al novel·la); va suggerir que si Burroughs pogués acabar la novel·la amb menys de 70.000 paraules, ell (Metcalf) es plantejaria publicar-la. Després d'un treball posterior a la novel·la i una correspondència posterior amb Metcalf, que incloïa suggeriments per a recursos argumentals i canvis estructurals, Burroughs va presentar la novel·la acabada. El 4 de novembre de 1911, Burroughs va rebre la carta d'acceptació de Metcalf, oferint 400 dòlars pels drets de serialització, amb la sol·licitud de canviar el títol i editar encara més la secció inicial de la novel·la.

## Publicació

### Serialització

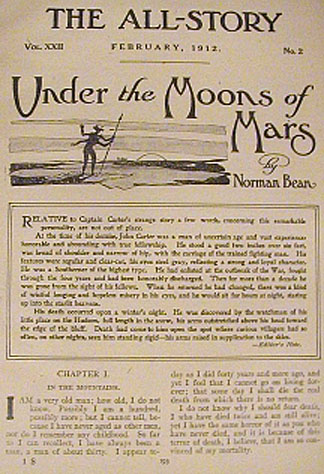
La publicació original de "Under the Moons of Mars" a The All-Story, febrer de 1912

Quan Burroughs va rebre la seva carta d'acceptació de Thomas Metcalf de The All-Story, Metcalf va dir que la sèrie es publicaria sota el títol "In the Moons of Mars". Tanmateix, quan la primera part de la serialització va aparèixer a l'edició de febrer de 1912 de The All-Story, portava el títol "Under the Moons of Mars".
Per a la publicació de la sèrie, Burroughs va utilitzar el pseudònim "Normal Bean", que va triar com a joc de paraules per subratllar que estava en el seu bon judici, ja que temia el ridícul per escriure una història tan fantàstica. L'efecte es va fer malbé per un escriptor que va interpretar "Normal" com un error tipogràfic i el va canviar per "Norman".

### Llibre
El 1914, Burroughs s'havia fet molt popular entre el públic lector, i AC McClurg & Company va decidir imprimir una sèrie dels seus contes anteriorment serialitzats com a novel·les. McClurg va començar amb tres novel·les de Tarzan, i després va publicar A Princess of Mars el 10 d'octubre de 1917. Encara que Metcalf va pensar que el capítol "Sola Tells Me Her Story" alentia el ritme de la història i, per tant, la va ometre de la serialització de la revista, aquest capítol es va restaurar per a la versió novel·la. La novel·la va ser il·lustrada per Frank E. Schoonover, qui va llegir atentament els passatges descriptius sobre els vestits i les armes de Barsoom i va desenvolupar un concepte general per a l'art, fins i tot assegurant que la pistola i el cinturó de John Carter a la seva il·lustració de la portada reflectís els seus orígens en l'artesania marciana verda.

### Drets
A Princess of Mars va ser una de les poques obres per a les quals Burroughs, en la seva inexperiència com a nou escriptor, va renunciar a tots els drets de serialització. Altres inclouen la seqüela The Gods of Mars i Tarzan of the Apes.

## Gènere
Tot i que la novel·la sovint es classifica com a ciència-fantasia, també pertany al subgènere del romanç planetari, que té afinitats amb la fantasia i l'espasa i la bruixeria; es distingeix per la seva inclusió d'elements científics (o pseudocientífics). Els romanços planetaris tenen lloc principalment a la superfície d'un món alienígena, i sovint inclouen lluita amb capa i espases; monstres; elements sobrenaturals com les habilitats telepàtiques (a diferència de la màgia); i cultures que es fan ressò de les de la Terra en èpoques preindustrials, especialment amb estructures socials dinàstiques o teocràtiques. Les naus espacials poden aparèixer, però normalment no són centrals de la història; aquesta és una diferència clau amb l'space opera, en què les naus espacials solen ser clau per a la narració. Tot i que hi ha exemples anteriors d'aquest gènere, A Princess of Mars i les seves seqüeles són les més conegudes, i van ser una influència dominant en els autors posteriors. Inicialment publicat a revistes amb un públic generalitzat, a la dècada de 1930 el romanç planetari s'havia fet molt popular a les emergents revistes pulp de ciència-ficció.
La novel·la també es pot classificar com el gènere estretament relacionat de sword and planet, que consisteix en històries essencialment d'espasa i de bruixeria que tenen lloc en un altre planeta. Una princesa de Mart és àmpliament considerada com la novel·la arquetípica del gènere de sword and planet.
La novel·la també comparteix una sèrie d'elements del western, com ara escenaris desèrtics, dones preses en captivitat i una confrontació climàtica de vida o mort amb l'antagonista.

## Introducció

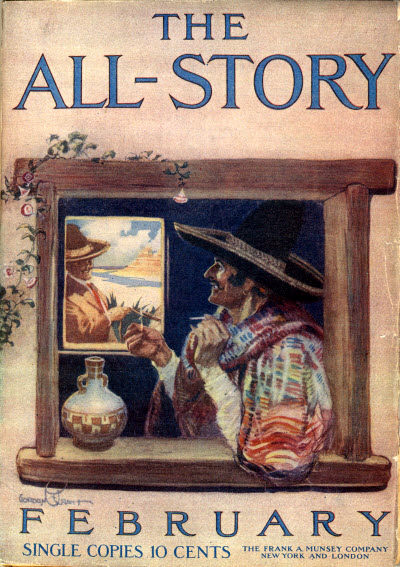
"Under the Moons of Mars" va ser una de les poques històries de Burroughs que no apareixia a la portada de la seva primera publicació a la revista.

Burroughs utilitza un dispositiu literari per a A Princess of Mars al qual va tornar en diverses seqüeles, introduint la novel·la com si es tractés d'un relat veritable que li va passar personalment. En aquest cas, enquadra John Carter com una figura amistosa coneguda per la seva família que li ha donat el manuscrit anteriorment, i li va ordenar que no el publiqui durant 21 anys. Burroughs va utilitzar el mateix dispositiu a les seqüeles, The Gods of Mars, The Chessmen of Mars i Swords of Mars. A The Chessmen of Mars, Burroughs inclou fins i tot una referència a les partides d'escacs que va jugar amb el seu assistent de la vida real, John Shea, mentre escrivia la novel·la.

## Estil
Una princesa de Mart és semblant a molts dels contes de Burroughs. Caracteritzat per una copiosa acció violenta, és bàsicament un diari de viatge, un relat d'un viatge i diverses trobades en aquest viatge, que no necessàriament té una trama definida. També és una narració de captivitat, on un heroi civilitzat és capturat per una cultura no civilitzada i es veu obligat a adaptar-se a la naturalesa primitiva dels captors per sobreviure.
Com és el cas de la majoria de les novel·les de Barsoom que seguiran, retrata un heroi que s'enfronta a probabilitats impossibles i es veu obligat a lluitar contra una sèrie de criatures espantoses per guanyar-se l'amor de l'heroïna. Barsoom de Burroughs també és moralment inequívoc; no hi ha sentit de la relativitat moral i els personatges són bons o dolents. El conte retrata un heroi amb un sentit de l'honor que transcendeix la raça i la política. Es celebren la compassió, la lleialtat i la valentia, i la crueltat, l'engany i la covardia són mal vistes.

## Configuració
La visió de Mart de la novel·la es va inspirar en especulacions astronòmiques de l'època, especialment les de Percival Lowell, que veia el planeta com un món que abans semblava la Terra que ara esdevenia inhòspit per a la vida a causa de la seva avançada edat. Segons els mateixos Barsoomians, Mart era un món exuberant amb oceans globals només un milió d'anys abans. A mesura que els oceans es van evaporar i l'atmosfera s'aprimava, el planeta es va convertir en una barbàrie parcial. Viuen en un planeta moribund, amb recursos cada vegada més reduïts, els habitants de Barsoom s'han tornat endurits i guerrers, lluitant constantment entre ells per sobreviure.
Els barsoomians distribueixen l'escassa aigua a través d'un sistema mundial de canals, controlats per ciutats-estat en disputa. L'aprimament de l'atmosfera marciana és reposada artificialment per una "planta de l'atmosfera" de la qual depèn tota la vida del planeta. Els dies són càlids i les nits fredes, i el clima varia poc a tot el planeta, excepte als pols.

## Context científic
L'any 1895 Percival Lowell va publicar un llibre titulat Mart que especulava sobre un paisatge àrid i moribund, els habitants del qual s'havien vist obligats a construir canals de milers de quilòmetres de llarg per portar aigua dels casquets polars per regar les terres cultivables restants. Lowell es va basar en idees introduïdes per l'astrònom italià Giovanni Schiaparelli, que el 1877 havia observat característiques geològiques a Mart que va anomenar canals ("canali" en l'original italià). Això es va traduir malament a l'anglès com a "canals" (enlloc de "channels") que, al ser cursos d'aigua artificials, alimentaven la creença que hi havia algun tipus de vida extraterrestre intel·ligent al planeta.
A principis del segle xx, Lowell va publicar dos llibres més, desenvolupant encara més el concepte d'un Mart moribund. Burroughs era conscient d'aquestes teories i sembla que les va seguir conscientment. Tanmateix, sembla que Burroughs no va basar la seva visió de Mart en una lectura precisa de les teories de Lowell, ja que hi ha una sèrie d'errors en la seva interpretació que suggereixen que podria haver obtingut la major part de la seva informació de la lectura d'articles de diaris i altres relats populars del Mart de Lowell.
Les idees de canals amb aigua corrent i un món habitat, encara que moribund, es van desmentir més tard per una observació més precisa del planeta, i els sobrevols i aterratges de sondes russes i americanes com les dues missions del Programa Viking que van trobar un món mort i congelat on l'aigua no podria existir en estat líquid.

## Antecedents
La primera ciència-ficció ambientada a Mart pot ser Across the Zodiac: The Story of a Wrecked Record, de Percy Greg, publicada el 1880. Una novel·la de 1897 de Kurd Lasswitz, Auf Zwei Planeten, tractava sobre els marcians benèvols que arribaven a la Terra, però com que no es va traduir fins al 1971 és poc probable que Burroughs la conegués.
La novel·la d'H.G. Wells La guerra dels mons (1898) es va veure influenciada, igual que la novel·la de Burroughs, per les idees de Percival Lowell a partir de la publicació del llibre Mars (1895). Va representar Mart com un món antic, a prop del final de la seva vida, llar d'una civilització superior capaç de fer gestes avançades de ciència i enginyeria. Burroughs, però, va afirmar no haver llegit mai cap dels llibres d'H.G. Wells.
És possible, com argumenta Richard A. Lupoff al llibre Master of Adventure: The Worlds of Edgar Rice Burroughs, que Burroughs s'inspirés en la novel·la de 1905 Lieut. Gullivar Jones: His Vacation, d'Edwin Lester Arnold, que també presentava un militar estatunidenc transportat a Mart. Lupoff també va suggerir que John Carter té grans similituds amb Phra, heroi de The Wonderful Adventures of Phra the Phoenician (1890), d'Arnold, que també és un mestre espadachín que sembla immortal.

## Llegat
Aquest llibre i la seva sèrie són considerats com a inspiració primerenca per molts autors de ciència-ficció posteriors, com ara Robert A. Heinlein, Arthur C. Clarke i Ray Bradbury. Bradbury admirava els estimulants contes romàntics de Burroughs, i van ser una inspiració per les seves Les cròniques marcianes (1950), que utilitzava algunes concepcions semblants d'un Mart moribund. Les novel·les de Barsoom de Burroughs també s'han citat com a model per a The Dream-Quest of Unknown Kadath d'H. P. Lovecraft. Frederik Pohl va retre homenatge a la novel·la en el seu conte de 1972, "Sad Solarian Screenwriter Sam", tot i que és un compliment de revés: la història ofen tant els marcians reals, que destrueixen la Terra (com els marcians intenten fer a La guerra dels mons d'H. G. Wells).
Altres influïts per Burroughs i els seus llibres de John Carter inclouen James Cameron, que va esmentar la influència del seu Avatar de ciència-ficció a la revista The New Yorker i George Lucas, les pel·lícules de La guerra de les galàxies del qual van ser influenciades per Flash Gordon, que al seu torn va ser influenciat per Burroughs. A més, l'autor Michael Crichton va nomenar un personatge del programa de televisió, ER, amb el nom de John Carter. La novel·la de John Barnes In the Hall of the Martian King presenta un transbordador espacial anomenat John Carter. El novè llibre de la sèrie Young Wizards de Diane Duane es titulava A Wizard of Mars com a referència a aquest llibre.
El científic Carl Sagan va llegir els llibres quan era un nen, i van continuar afectant la seva imaginació durant els seus anys d'adult; recordava Barsoom com un "món de ciutats en ruïnes, canals que envolten planetes, immenses estacions de bombeig, una societat tecnològica feudal". Durant dues dècades, un mapa del planeta, tal com l'imaginava Burroughs, va ser penjar al passadís de l'oficina de Sagan a la Universitat Cornell. L'autor i il·lustrador Mark Rogers també va parodiar la sèrie Barsoom al segon llibre Samurai Cat. Les novel·les basades en el joc de rol TSR Buck Rogers tenen una acadèmia militar a Mart anomenada John Carter Academy, a la qual va un dels personatges de la franquícia.

## Temes

### La frontera americana
Una princesa de Mart té moltes similituds amb els westerns, com ara un ambient desert, una heroïna presa captiva i un enfrontament amb l'antagonista. Burroughs va treballar com a soldat a Fort Grant, Arizona, on va patrullar el desert per protegir els colons blancs. Durant aquest temps es va guanyar un gran respecte pels indis americans i els seus guerrers, com Gerónimo. Barsoom s'assembla a una mena d'oest marcià. De fet, John Carter és un home de frontera aventurer que és arraconat per guerrers apatxes al desert d'Arizona abans de la seva transició a Mart. Quan hi arriba, descobreix un món salvatge, fronterer, amb escassos recursos, on es respecta la força i on els civilitzats marcians vermells mantenen el seu vigor racial repel·lint els constants atacs dels marcians verds. Aquests últims són una cultura bàrbara, nòmada i tribal amb molts paral·lelismes amb els indígenes americans.
El desig nostàlgic de tornar a la frontera es va convertir en un tema habitual als Estats Units durant els primers anys del segle xx. A la pel·lícula de Disney John Carter, Bryan Cranston interpreta un major de cavalleria dels EUA que intenta convèncer John Carter perquè lluiti contra els indis americans. A mesura que la nació es va urbanitzar més, la frontera del segle xix es va romanitzar com un món perdut de llibertat i salvatges nobles. Idees similars es poden reflectir en el destí de l'antiga raça blanca de Mart, que s'esmenta a Una princesa de Mart i es reintrodueix en una novel·la marciana posterior, Llana of Gathol; es descriuen com a febles i degenerats a causa de la seva dependència dels adorns i comoditats de la civilització.

### Raça
La raça és un tema constant a les novel·les de Barsoom, ja que Barsoom està clarament dividit en línies racials. Les races blanques, grogues, negres, vermelles i verdes apareixen a diverses novel·les de la sèrie, cadascuna amb qualitats ètniques que sovint semblen definir els seus representants individuals. Tot i que John Carter és capaç de fer-se amic del marcià verd Tars Tarkas, que mostra qualitats nobles, Tarkas és considerat una excepció a la regla i segueix sent un noble salvatge. El mateix John Carter és de pell blanca, de manera que els barsoomians de vegades l'identifiquen amb la seva pròpia raça blanca supervivent, coneguda com els Holy Therns; per exemple, Carter suplanta amb èxit un Thern anomenat Sator Throg a The Gods of Mars. L'aparença inusual de Carter i la poca força i agilitat barsoomianes el converteixen en una mena de figura mítica, capaç d'assolir èxits que cap barsoomià podria aconseguir.

#### Marcians vermells
Els marcians vermells han creat la cultura dominant a Barsoom. S'organitzen en ciutats-estat imperials que controlen el sistema de canals planetaris, així com estats més aïllats a l'interior.
Els marcians vermells són híbrids dels antics marcians grocs, marcians blancs i marcians negres, que van unir forces quan els mars de Barsoom van començar a assecar-se; la seva unió va crear una raça resistent capaç de sobreviure en un món moribund.
Són, com totes les races humanoides de Mart, ovípars, és a dir, els seus nounats es desclouen d'ous.
Els marcians vermells, com els marcians verds, eviten la roba i estan nus, excepte per a les joies i altres ornaments. Al capítol 11, Dejah Thoris es burla dels homes de la Terra, que "gairebé sense excepció, cobreixen els seus cossos amb peces de roba estranyes i antiestètiques".
Els marcians vermells són honorables i molt civilitzats; respecten la propietat privada i tenen un gran sentit de la justícia. La seva cultura és legal i tecnològicament avançada, i són capaços de tenir amor i vida familiar. El crim principal a les seves ciutats és l'assassinat.

#### Marcians verds
Els marcians verds fan 15 peus d'alçada, va escriure Burroughs.
Són nòmades, guerrers i bàrbars; no formen famílies; han descartat conceptes d'amistat i afecte (presumiblement en nom de la supervivència); i gaudeixen de la tortura. La seva estructura social és comunitària i rígidament jeràrquica, amb diferents nivells de caps. El rang més alt és el totpoderós Jeddak, que aconsegueix aquesta posició mitjançant el combat. Són tribals i fan la guerra entre ells. Són primitius, intel·lectualment endarrerits, i no tenen art ni llenguatge escrit. Qualsevol tecnologia avançada que posseeixin és robada als marcians vermells. Habiten a les antigues ciutats en ruïnes de Barsoom.

## La sèrie
1. Una princesa de Mars (1917) (ebook en anglès al Projecte Gutenberg)
2. The Gods of Mars (1918) (ebook)
3. The Warlord of Mars (1919) (ebook)
4. Thuvia, Maid of Mars (1920) (ebook)
5. The Chessmen of Mars (1922) (ebook)
6. The Master Mind of Mars (1928) (ebook)
7. A Fighting Man of Mars (1931)
8. Swords of Mars (1936)
9. Synthetic Men of Mars (1940)
10. Llana of Gathol (1948) (ebook)
11. John Carter of Mars (1964)

## Copyright
Els drets d'autor d'aquesta història han caducat als Estats Units i, per tant, es troben en el domini públic. El text està disponible al Projecte Gutenberg. En previsió de la pel·lícula de Disney de 2012 John Carter, Edgar Rice Burroughs, Inc. va comercialitzar les frases "John Carter of Mars", "Princess of Mars" i "Barsoom", entre d'altres, malgrat la decisió Dastar de la Cort Suprema dels Estats Units., que invalida la marca registrada en obres de domini públic.

## Adaptacions cinematogràfiques
The Asylum va llançar un llargmetratge directe a DVD basat en la novel·la, titulat Princess of Mars, el 29 de desembre de 2009.
S'havia intentat i avortat moltes vegades un llargmetratge de la novel·la. El seu títol inicial era originalment A Princess of Mars, però va passar a anomenar-se John Carter of Mars i després simplement John Carter durant la preproducció. Originalment es va produir el 2006, amb Jon Favreau com a director i Harry Knowles com a productor. John Carter va ser produït per Walt Disney Pictures i dirigit per Andrew Stanton. Taylor Kitsch i Lynn Collins, que van aparèixer junts a la pel·lícula del 2009 X-Men Origins: Wolverine, interpreten John Carter i Dejah Thoris. Willem Dafoe, Polly Walker i James Purefoy interpreten Tars Tarkas, Sarkoja i Kantos, respectivament. La data d'estrena de la pel·lícula als Estats Units va ser el 9 de març de 2012.